# Nematalosa resticularia
Nematalosa resticularia és una espècie de peix pertanyent a la família dels clupeids.

## Descripció
- Pot arribar a fer 11,6 cm de llargària màxima.[2]

## Hàbitat
És un peix marí, pelàgic-nerític i de clima tropical.

## Distribució geogràfica
Es troba al golf Pèrsic.

## Observacions
És inofensiu per als humans.